# Братимир
 Тази статия е за заличеното село в България.  За заличеното село в Гърция вижте Братмир.  
Братимир е бивше село в североизточна България, област Силистра. Старото му име е било Салихлер. През 1959 г. село Братимир с Указ № 57/обн. 5 февруари 1965 г. е заличено като самостоятелно селище, поради изселване.